# 小行星2956
小行星2956（2956 Yeomans）是一颗围绕太阳公转的小行星。1982年4月28日，愛德華·鮑威爾在可可尼诺县发现了此天体。
該小行星以美國天文學家和天體機械學家唐納德·基思·楊曼斯（Donald Keith Yeomans）命名。
这颗小行星的绝对星等为123.7914026157827等。